# ريناتا فلوريس ريفيرا
ريناتا فلوريس ريفيرا (بالإسبانية: Renata Flores Rivera)‏ هي مغنية بيروفية، ولدت في 20 مارس 2001 في أياكوتشو في بيرو.